# Travassosinematinae
Die Travassosinematinae (benannt nach Lauro Travassos) sind eine Unterfamilie der Pfriemenschwänze mit 50 Arten. Sie sind die einzige Unterfamilie der Travassosinematidae und Parasiten bei Maulwurfsgrillen, eine Art kommt bei Doppelfüßern vor.

## Merkmale
Typisch für die Familie ist eine Modifikation der Kopfkutikula für die Hunt (1981, 1983) den Begriff cephalic umbraculure („Kopf-Sonnenschirm“) einführte.

## Systematik
Zur Unterfamilie gehören gegenwärtig 10 Gattungen:
- Binema Travassos, 1925
- Chitwoodiella Basir, 1948
- Indiana (Gattung) Chakravarty, 1943
- Isobinema Rao, 1958
- Mirzaiella Basir, 1942
- Mohibiella Farooqui, 1970
- Pteronemella Rao, 1958
- Pulchrocephala Travassos, 1925
- Singhiella Rao, 1958
- Travassosinema Rao, 1958